# Sandra Lombardi
Sandra Lombardi, Flora (Roma, 6 aprile 1946), è una poetessa e scrittrice italiana.

## Biografia

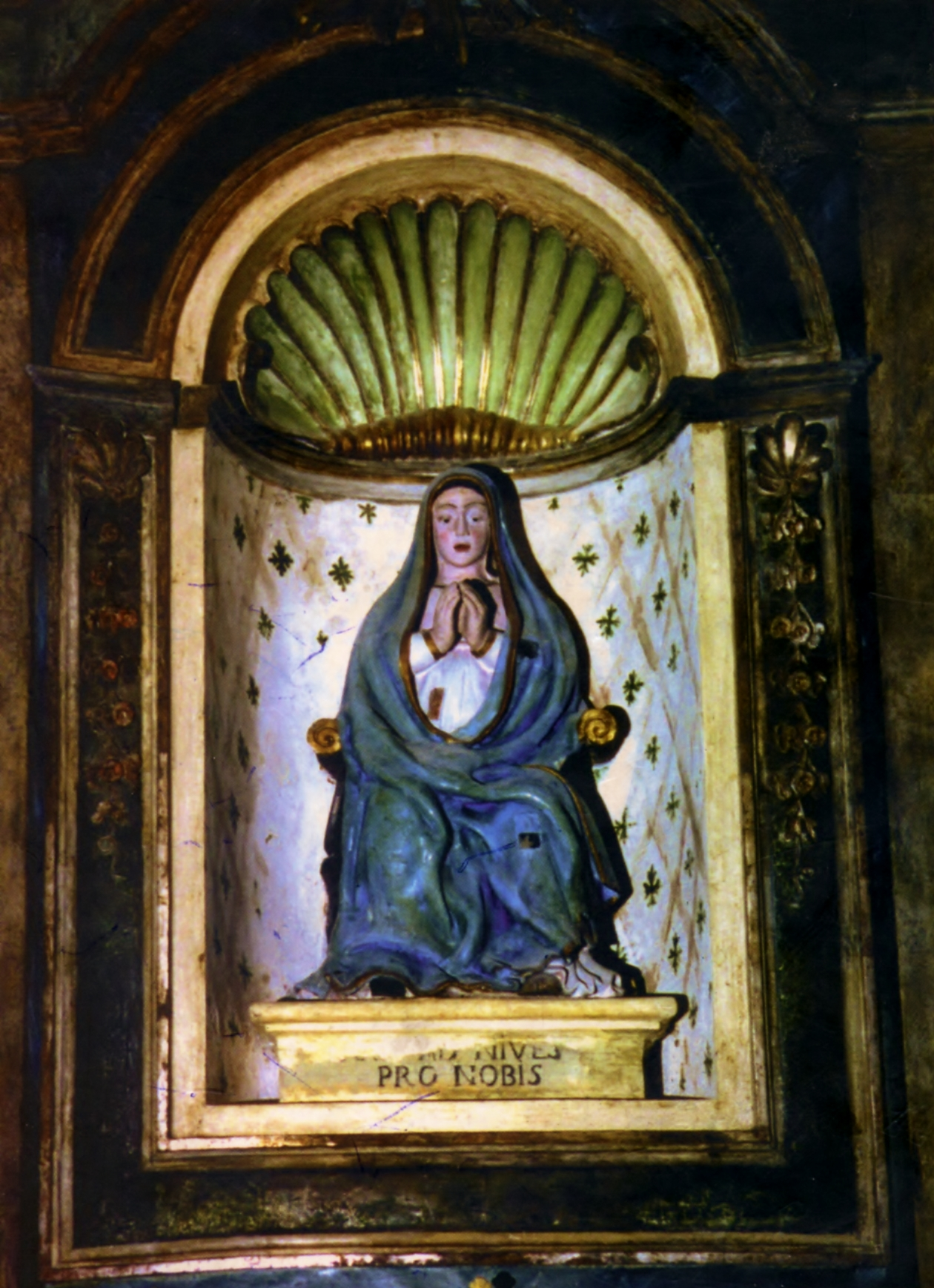
La Madonna della Neve di Pagliara dei Marsi da cui ha origine la sua spiritualità che pervade i suoi molteplici componimenti.

Sandra Lombardi nasce a Roma, ma ha radici a Pagliara dei Marsi per l'origine dei suoi avi, Paolina ed Elena. La prima è madre di un sacerdote attivo a Pagliara, a Roma, ad Avezzano, in Sicilia: don Giovanni Michetti.
Il padre la fa studiare a Roma dove si laurea in Pedagogia presso il Magistero. Laureata in pedagogia, è consulente pedagogica in analisi e modificazione comportamentale e psicoterapia comportamentale cognitivista. Inizialmente professoressa di Lettere nelle scuole statali di II grado. Successivamente ha insegnato Storia e Filosofia in un liceo statale di Roma.
Ha al suo attivo una vasta produzione letteraria, la sua vena poetica si sprigiona con varietà di tematiche, ma i motivi ispiratori che preferisce sono i problemi sentimentali, ambientali, sociali e didattici. Alcuni suoi articoli sono stati pubblicati su dei quotidiani.

## Il pensiero
ed entra nell’aula liceale

e rincuora
il cuore
di un’insegnante
dalla tristezza di una “Scuola”

in cui, la VERITÀ
è come la Fata Morgana
che… appare e dispare
e sempre più s’allontana
ad ogni suon di campana.»
(Sandra Lombardi, Pensieri)
La poesia di Sandra è principalmente intrisa di emozioni, umanità e pena esistenziale.
Ad esse si affiancano uno sguardo al passato ed uno al futuro.
È una poesia di sentimenti dove la vita fondata sull'amore.
Si assiste all'interno di essa, dunque, ad un alternarsi di sentimenti ed emozioni che esprimono gli svariati stati d'animo che definiscono l'instabilità degli stessi del poeta.
I versi sono coinvolti dall'emotività del poeta. Questa emotività si trasforma, grazie all'entusiasmo del poeta, in grande vitalità.

### Il rapporto tra la poesia e le idee
Per comprendere al meglio la psicologia della Lombardi, si può notare come ogni frasi poetica nel suo insieme rappresenti in particolare sentimento positivo, indefinito o negativo che sia.
La spiritualità che pervade i suoi molteplici componimenti si può ampliare nella sua definizione e diventare umanità, vitalità (come già detto), comunicatività, autentico stupore e anche forza espressiva.
La profonda umanità riesce a trovare la giusta armonia all'interno dei versi ed è comprovata dal fatto che non si vogliano trattare grandi temi.
Tramite la comunicatività si stabilisce un rapporto colloquiale tra autrice e lettore.
L'autentico stupore della sua poesia deriva dai ricordi del passato (in ceri casi affettivi) che riaffiorano all'improvviso, in un lapsus: il mondo della memoria del poeta (anche malinconico) viene svelato a tutti e quindi il passato (anche nazionale) fatto anche di eventi più o meno importanti può esser riscoperto, dal punto di vista del poeta, anche in una poesia contemporanea. Per il poeta, invece, la propria certezza è memoria e la memoria è ricordi affettivi.
Una rara forza espressiva contraddistingue i suoi versi nei quali si può comprendere l'idea di inquietudine e la voglia di scoperta del poeta moderno.
I temi delle sue poesie sono: la vita, gli amici, la speranza, la solitudine.
Intorno al vissuto ruotano: il significato del vivere quotidiano e le vicissitudini del quotidiano, che viene esaltato, grazie a versi ampi, che diventano il suo diario delle emozioni e la pena esistenziale, causata dalla propria tensione interiore, che porta ad una visione amara della vita, attenuata dal ritmo rapido dei versi.
La sua forza della sintesi evidenzia un mondo essenziale fatto di: sensazioni, incanti, disillusioni, vissute intensamente.
Dalla sua vena si sprigionano anche sentimenti negativi, come spiegato precedentemente: pena esistenziale, inquietudine, disillusioni, solitudine.
In lei si coniuga uno schema di tipo classico, dato da metafore e versi puliti, con una visione moderna che tiene conto del ritmo rapido dei versi, struttura ermetica della poesia e aggettivazione che serve da supporto e corollario alla tematica, come dice qualcuno dei suoi critici.
La sua voglia di scoperta la porta ad indagare il futuro e al contempo il proprio spirito inconscio in generale e in particolare i propri sogni che continuano a riproporsi nei volti e nei dialoghi quotidiani.  Questa introspezione emotiva la porta a forgiare il suo concetto filosofico dell'esistenza: "Come quella vela/sono lontana dalla riva/ma non alla deriva".
(Sandra Lombardi, Poesie)

#### Schema dell'ispirazione poetica
Le sue poesie possono essere comprese nella loro giusta prospettiva osservando questo schema:
- 1. un banale episodio dell'esistenza (pretesto)[7];
  2. memorizzazione impressionistica di esso e gestazione (testualizzazione)[7];
  3. restituzione di esso nei termini di una folgorazione universale (testo)[7].

Se si prende per esempio la poesia Pensiero a pag. 27 di E Come Un Verso…. Il pretesto è un incontro al mare, in piscina o genericamente in acqua. Il testo invece allude alla difficoltà che ormai universalmente l'umanità incontra nei suoi tentativi di amare. Non è possibile scindere i due piani: essi aderiscono l'un all'altro eliminando ogni residuo culturale. Viene alla luce così un messaggio di portata universale, anche se scaturito da un banale pretesto esistenziale.

#### Schema formale
Rispetto ad Alda Merini, i versi di Sandra sono meno legati, più spontanei e immediati. Come Nietzsche (Zarathustra), Sandra, dopo aver ripercorso la genealogia della cultura occidentale, compone i suoi versi.

## Raccolte di poesie

### E come un verso...
È la raccolta della sua produzione poetica che va dal 9 maggio 1976 al 1986, un decennio cruciale sia per la storia italiana (morte e resurrezione di due grandi uomini: Moro e Craxi) che per quella mondiale (passaggio dai blocchi contrapposti all'impero monocratico degli USA).
Il titolo dell'opera esplica meglio l'obiettivo della poetessa se scritto così: E come un verso, avrei voluto dirti che...
Silenzio è la poesia che introduce la raccolta e che ne chiarisce meglio i significati agli occhi del lettore. In Silenzio Sandra appiana il conflitto tra veridicità e menzogna. Tra i due serve appunto il silenzio, cioè l'omissione di parola. La poesia è riferita agli uomini che con le loro discussioni rivoltano l'animo delle donne.
L'immagine dell'amore che Sandra Lombardi, aveva immaginato da bambina, era quello che il padre le dava. Per questo in lei è rimasta la convinzione che quello sarebbe stato l'amore che qualsiasi altro uomo le avrebbe dato.
Quest'idea di amore si è frantumata di fronte all'incapacità degli uomini di agire senza menzogne. Il suo empito amoroso si spegne deluso di fronte all'insensibilità del compagno indifferente o addirittura incapace di capire. Sul tema dell'incomprensione vi torna con l'espressione incompresa ad essere intesa anche in Profumo di Sambuco, qui a lato.
Tutta la raccolta sarà una lotta dei Miti contro la menzogna, specificatamente una Mitopseudomachia (la battaglia contro la falsa apparenza del Mito). Dalle poesie emerge che Sandra Lombardi odia qualsiasi menzogna e camuffamento. Si rivela altresì la connessione originaria del Mito con l'avventura esistenziale di Sandra: l'amore cosa universale e non egoismo di umana natura.
È impossibile conversare con Sandra senza che lei alla fine non sfoderi a memoria una delle sue poesie. Il motivo di tale comportamento va ricercato nella sua memoria e soprattutto nella fiducia che lei non perde mai di farsi capire tramite la velocità fulminea d'immagini concentrate del mondo, cioè di Miti. Infatti, lei tende sempre a trasformare qualsiasi cosa con cui viene a contatto in un Mito.
Sandra riflette implicitamente sui ghetti e i campi di sterminio che, non furono solo quelli reali storicamente accertati, ma quelli creati dalle invasioni dei mass-media, in cui il primo obbligo era, ed è ancora nell'età contemporanea, quello della sterilizzazione della sensibilità. All'inizio del terzo millennio, Sandra, come chi ha un minimo di sensibilità, deve cercare rifugio nella nicchia della poesia. La sua speranza non vacilla poiché continua a credere nelle risorse umane e nella possibilità che il genere umano riesca a trovare una via per non autodistruggersi.

## Opere
- Sandra Lombardi, Riccioli Ribelli (1965 - 2008) Collana Saffo Poesie[collegamento interrotto], 1ª edizione, Ragusa, LibroItalianoWorld, 2009,  p. 56, ISBN 978-88-7865-819-6. URL consultato il 24 giugno 2011.
- Sandra Lombardi, E come un verso... Collana Poeti Italiani Contemporanei, 1ª edizione, Ragusa, LibroItalianoWorld, 2006,  p. 64, ISBN 978-88-7865-192-0.